# Шлемоносный василиск
Шлемоносный василиск, или обыкновенный василиск (лат. Basiliscus basiliscus) — вид ящериц из рода василисков.

## Внешний вид
Шлемоносный василиск — дневная ящерица с длинными пальцами и острыми когтями. На голове самцов присутствует гребень. Большинство василисков до 30 см длиной и весят 200—600 г, но встречаются и экземпляры до 75 см длиной. Хвост василиска составляет почти две трети длины его тела. Это превосходные пловцы, способные оставаться под водой в течение получаса. Они также хорошо и быстро бегают, иногда развивая скорость по земле до 11 км/час. Обладает способностью бегать по воде, удерживая своё тело на поверхности быстро чередующимися ударами задних ног. По поверхности воды василиск может пробежать до 400 метров со скоростью 12 км/ч.
Половая зрелость наступает в 1,5-2 года. За сезон самка откладывает 3-4 кладки по 10-20 яиц. Новорождённые ящерицы весят около 2 г.

## Питание
Шлемоносные василиски питаются насекомыми, цветками растений и мелкими позвоночными (змеями, рыбами, птицами и их яйцами). На василисков охотятся хищные птицы, более крупные змеи, рыбы и пресмыкающиеся.

## Подтаксоны
Выделяют два подвида:
- Basiliscus basiliscus Linnaeus, 1758
  - [syn.  Basiliscus americanus]
  - [syn.  Basiliscus guttulatus Cope, 1876]
  - [syn.  Basiliscus mitratus Dumeril & Bibron, 1837]
  - [syn.  Iguana basiliscus Latreille, 1802]
  - [syn.  Lophosaura goodridgii Gray, 1852]
  - [syn.  Ophryessa bilineata Gray, 1839]
  - [syn.  Thysanodactylus bilineatus — Gray, 1845]
- Basiliscus basiliscus barbouri Ruthven, 1914
  - [syn.  Basiliscus barbouri Ruthven, 1914]

## Распространение
Шлемоносный василиск распространён в Центральной и Южной Америке (от Коста-Рики до Венесуэлы). Интродуцирован во Флориду.